# Pods
PODS (Pipeline Open Data Standart) — стандарт для хранения данных о трубопроводах в информационных системах. Разрабатывается PODSA (PODS Association). Членом PODSA является российская компания Дата+.
Одна из реализаций PODS в виде схемы базы данных — APDM (ArcGIS Pipeline Data Model). Также есть модель PPDM (Petroleum Public Data Model), приспособленная для хранения геопространственных данных нефтедобывающих компаний. Модель разрабатывает Petroleum Public Data Model Association.

## Описание
Pipeline Open Data Standard (PODS) — это некоммерческая организация, которая с 1998 года работает над определением стандартов документации для нефте- и газопроводных компаний, разрабатывая модель базы данных для операторов и поставщиков.
Модель данных Pipeline Open Data Standard (PODS) обеспечивает архитектуру базы данных, необходимую операторам трубопроводов для подачи нормативных отчетов (PHMSA и NPMS), хранения важной информации, анализа данных трубопроводных систем и управления геопространственными данными в базе данных с линейной привязкой, которую можно визуализировать на любой ГИС-платформе. Модель данных трубопровода PODS содержит атрибуты, информацию об активах, строительстве, инспекции, управлении целостностью, соблюдении нормативных требований, анализе рисков, истории и эксплуатационных данных, которые трубопроводные компании считают критически важными для успешного управления трубопроводами природного газа и опасных жидкостей.
Текущая версия модели PODS Next Generation (версия 7.0.1 PODS), которая поддерживает реляционные базы данных, включая поддержку собственных типов данных пространственной геометрии. PODS Lite доступен для всех, кто заинтересован, тогда как полная модель PODS Next Generation (PODS Version 7.0.1) доступна для членов ассоциации PODS.
Конечной целью внедрения PODS является реализация эффективности управления данными, их передачи и обмена, чтобы сделать работу конвейера более безопасной и экономичной.
Ядро модели PODS поддерживает это с иерархическим порядком формулы LineLoop, Route, StationSeries (родительский/непрерывный), StationSeries (дочерний/технический), контрольной точки и формулы события.

## Назначение
Модель данных предназначена для использования в качестве системы записи осевых линий трубопроводов и объектов, находящихся под давлением, для безопасной транспортировки газа/нефти, что позволяет операторам трубопроводов:
- достигать большей гибкости при построении и расширении модели данных;
- реагировать на новые бизнес-требования;
- взаимодействовать через стандартные модели данных и согласованный интерфейс приложений;
- обмениваться данными внутри и между организациями, используя четко определенные спецификации обмена данными;
- оптимизировать производительность для управления массовой загрузкой, изменением маршрута, данными проверки и историей[3].

## История
С момента своего создания ассоциация PODS поддерживала постоянную разработку модели данных PODS для удовлетворения потребностей трубопроводной отрасли. Государственное регулирование и технологический прогресс приложений для управления целостностью и рисками во многом способствовали этому прогрессу.
PODS 2.0, выпущенный в 2001 году, содержит менее 70 таблиц.
PODS 3.0, выпущенный в 2002 году, увеличился вдвое, включая несколько подмоделей.
PODS 3.1, выпущенный в 2003 г.
PODS 3.2, выпущенный в 2004 г.
PODS 3.2.1, выпущенный в 2004 г., отладочная версия.
PODS 4.0, выпущенный в 2006 году, включает в себя подмодель ILI и документацию.
PODS 4.0.1, выпущенный в 2007 г., отладочная версия.
PODS 4.0.2, выпущенный в 2007 г., отладочная версия.
PODS 5.0, выпущенный в 2009 году, содержит 198 подмоделей, 652 таблицы и 4843 столбца.
PODS 5.0 пространственная база геоданных ESRI, выпущенная в 2010 г.
PODS 6.0 разделена на 31 модульный компонент, которые могут работать и реализовываться независимо от базовой иерархии. Это сильно отличается от первого выпуска, который по сути был расширенной версией модели адаптивного табулирования на месте (ISAT), разработанной небольшой группой для хранения центральных линий распределения и необходимых нормативных данных.
PODS 7.0.1 выпущена в 2022 г., поддерживает реляционные базы данных, включая поддержку собственных типов данных пространственной геометрии.